# Crystal Lawns
Crystal Lawns – jednostka osadnicza w Stanach Zjednoczonych, w stanie Illinois, w hrabstwie Will.